# Midwinter
Pour les articles homonymes, voir Midwinter (homonymie).
La midwinter, ou Mid-Winter (litt. « Mi-hiver »), est une fête célébrée dans les bases situées en Antarctique et dans les îles subantarctiques (notamment Crozet, Kerguelen et Amsterdam) le 21 juin, au beau milieu de l'hiver austral.
Non reconnue officiellement, elle est néanmoins très appréciée par le personnel hivernant. Celui-ci échange alors des vœux à destination des autres bases scientifiques. Cette festivité a donné son nom à un îlot de la terre Adélie.

## Histoire

Ernest Shackleton.

Cette fête doit son origine à la National Antarctic Expedition (plus connue sous le nom d'Expédition Discovery, la première expédition britannique en Antarctique du XXe siècle et commandée par Robert Falcon Scott) lors de son premier hivernage de l’année 1902.
Afin de couper la monotonie du long hiver austral, l’un des officiers de l'expédition, Ernest Shackleton, eut l’idée de lancer un journal mensuel sous le titre South Polar Times (en) relatant les menus événements du mois, et contenant en outre toutes sortes d’histoires réelles ou imaginaires, de dessins et de jeux : c’est à cette occasion que l'initiative d'une petite fête fut imaginée pour le 21 juin (ou le 22, selon les sources), afin de célébrer le passage à la seconde moitié de l’hiver, et le retour du jour,,.

## Célébration

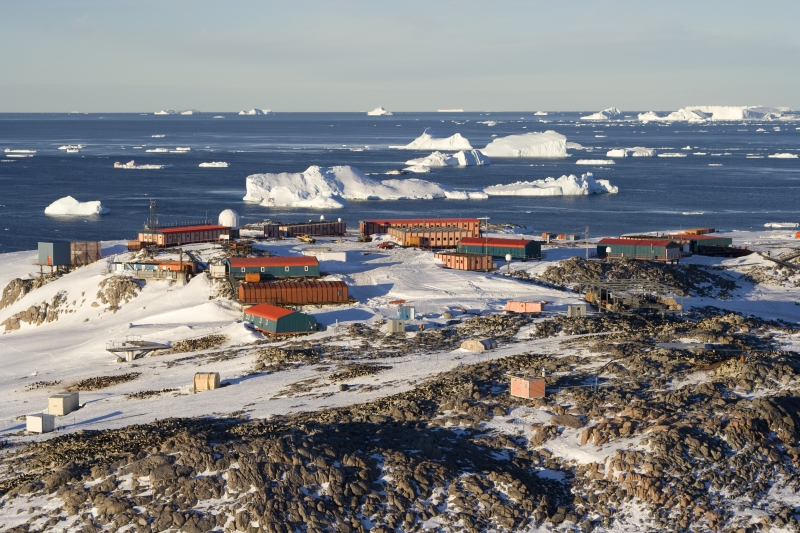
Base Dumont d'Urville.

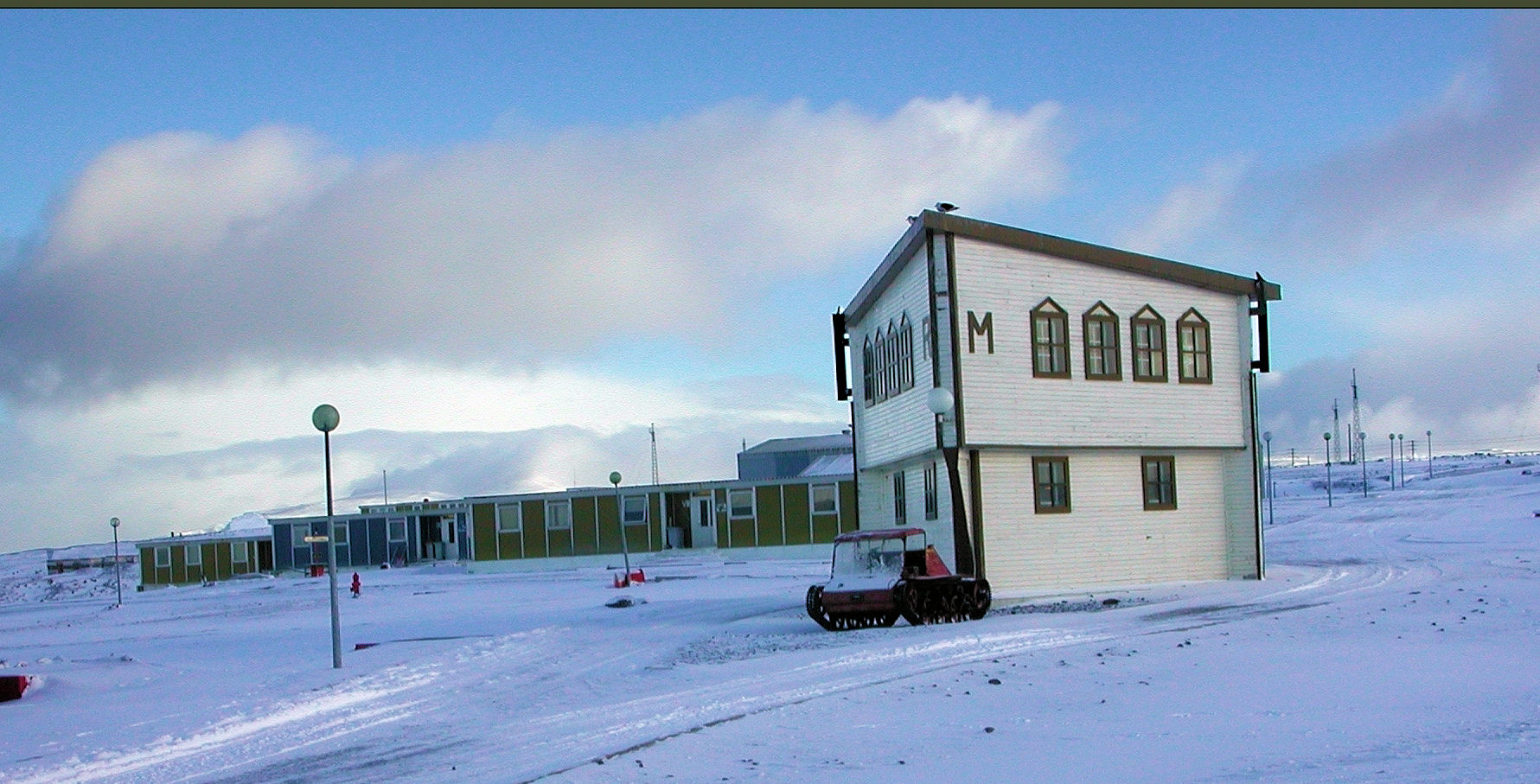
Base de Port Aux Français (Îles Kerguelen).

Sur les différentes bases australes et antarctiques françaises, les festivités de la Midwinter durent parfois une semaine entière. À cette occasion, les scientifiques, les militaires et personnels techniques en profitent pour rompre la solitude, l'isolement et la routine dans des îles ou des territoires désertiques en organisant divers jeux et de nombreuses activités.
La tradition veut également que sur de nombreuses bases, une fausse campagne électorale soit organisée pour élire un très temporaire chef de district, qui remplace durant une soirée le vrai chef de district qui représente l'État au travers de nombreuses fonctions. À Kerguelen, ce chef de parodie s’appelle le Onzeker, à Crozet, le Onzecro, etc. L’avant-mid-winter est une période joyeuse, occupée par la campagne électorale et les préparatifs.
Cette fête est célébrée sur la base de Port-aux-Français, une des plus importantes stations des TAAF située dans l'archipel des Îles Kerguelen, ainsi que sur la base Dumont d’Urville, une des principales stations françaises du continent Antarctique, située sur l'île des Pétrels, en Terre Adélie.

## Hommage
L'île Midwinter, située dans l'archipel de Pointe-Géologie (Terre-Adélie), est ainsi dénommée en raison des mesures gravimétriques effectuées le matin du 21 juin 1958 par Gaston Rouillon, chef de la 8e expédition antarctique française en terre Adélie et futur directeur-adjoint des Expéditions polaires françaises.